# Ел Мутавакил III
Ел Мутавакил III  (умро 1543) од 1508. до 1516. и поново 1517. је био последњи калифа позног египатског периода Абасидске династије. Од Монголске пљачке Багдада и убиства калифе Ал-Мустазија 1258. Абасидске калифе су боравиле у Каиру где су служиле у корист давања легитимитета мамелучким султанима. 
Ал-Мутавакил III је накратко свргнут 1516. од стране његовог претходника Ал-Мустамсика, али је враћен на чело калифата наредне године. 1517. Османски султан Селим I је успио да порази Мамелучки султанат и тиме учини Египат дијелом Османског царства. Ал-Мутавакил III је заробљен заједно са својом породицом и одвезен у Цариград. Он је званично предао титулу и емблем калифе — мач и плашт пророка Мухамеда — Османском султану Селиму I. Ипак, све је то била само формалност, с обзиром да су османски султани још од Мехмеда II Освајача започели са преузимањем калифатских овлашћења.